# 헤이워드 갤러리
헤이워드 갤러리(영어: Hayward Gallery)는 잉글랜드 런던 사우스뱅크 사우스뱅크 센터에 있는 미술관이다.